# Josep Maria Rovira Belloso
Josep Maria Rovira Belloso (Barcelona, 10 de març de 1926 - Barcelona, 16 de juny de 2018) fou un sacerdot i teòleg català.

## Biografia
Ordenat sacerdot el 1953, estudià teologia i dret, primer a la Universitat de Barcelona, on es doctorà el 1956, i després a la Universitat Gregoriana de Roma. Ha tingut diversos càrrecs eclesiàstics i ha estat catedràtic de teologia de la Facultat de Teologia de Catalunya (des de 1964) i, des del 1996, rector de la parròquia de la Mare de Déu dels Àngels de Barcelona. Fou patró i patró emèrit de la Fundació Joan Maragall. Fou un dels principals representants de la teologia moderna catalana. Darrerament s'havia abocat a la reflexió sobre la presència de la fe i el paper dels cristians en la societat contemporània. El 1999 va rebre la Creu de Sant Jordi.

## Obres[7]
- La visión de Dios según Enrique de Gante (1960)
- Estudis per a un tractat sobre Déu (1970)
- Fe i llibertat creadora (1971)
- L'univers de la fe (1975)
- Trento, una interpretación teológica (1979)
- Leer el Evangelio (1980)
- Revelació de Déu, salvació de l'home (1981)
- La humanitat de Déu (1984)
- Fe i cultura al nostre temps (1987)
- La Bíblia (1989) (Premi Crítica Serra d'Or de Literatura Infantil i Juvenil, 1990)
- Societat i regne de Déu (1992)
- Tratado de Dios Uno y Trino (1993)
- El misteri de Déu (1994)
- Introducción a la teología (1996)
- Vaticano II: un Concilio para el tercer milenio (1997)
- Del II al Concili Provincial Tarraconense (1998)
- Déu, el Pare (1999)
- Símbols de l'esperit (2001)
- Qui és Jesús de Natzaret (2005)
- L'Evangeli il·lumina el Credo Arxivat 2015-04-27 a Wayback Machine.[8] (2014)
- Déu és feliç donant-se. Esboç d'una teologia espiritual Arxivat 2016-01-31 a Wayback Machine.[9](2015)